# آنارشیسم اجتماعی
آنارشیسم اجتماعی (به انگلیسی: Socialist anarchism) یا آنارشیسم جناح چپ شاخه‌ای از آنارشیسم است که آزادی و برابری اجتماعی را پیوسته به‌هم می‌داند.
آنارشیسم اجتماعی از یک انقلاب اجتماعی برای حذف اشکال ظالمانه سلسله‌مراتب مانند سرمایه‌داری و دولت حمایت می‌کند. آنارشیست‌های اجتماعی همکاری اجتماعی را از طریق کمک متقابل تشویق می‌کنند و اشکال غیر سلسله‌مراتبی سازمان اجتماعی مانند انجمن‌های داوطلبانه را تجسم می‌کنند.
آنارشیسم اجتماعی که با سنت سوسیالیستی پیر-ژوزف پرودون، میخائیل باکونین و پیتر کروپوتکین شناسایی می‌شود، به دلیل نقد سوسیالیسم، اغلب با آنارشیسم فردگرایانه مقایسه می‌شود.

## اصول سیاسی
آنارشیسم اجتماعی با تمام اشکال قدرت اجتماعی و سیاسی، سلسله‌مراتب و ستم، از جمله دولت و سرمایه‌داری مخالف است. بنابراین آنارشیسم اجتماعی آزادی را با برابری اجتماعی مرتبط می‌داند و به حداکثر رساندن یکی را برای بیشینه‌سازی دیگری ضروری می‌داند.
آنارشیسم اجتماعی سرنگونی سرمایه‌داری و دولت را در یک انقلاب اجتماعی متصور است که یک جامعه فدرال از انجمن‌های داوطلبانه و جوامع محلی را بر اساس شبکه‌ای از کمک‌های متقابل ایجاد می‌کند.
اصول کلیدی که هسته آنارشیسم اجتماعی را تشکیل می‌دهند، ضدسرمایه‌داری، ضد دولت‌گرایی و سیاست آینده‌نگرانه است.

### ضد کاپیتالیسم
به عنوان یک ایدئولوژی ضدسرمایه‌داری، آنارشیسم اجتماعی با بیان غالب سرمایه‌داری از جمله گسترش شرکت‌های فراملی از طریق گلوبالیزه‌شدن مخالف است. این یکی از اشکال اصلی سوسیالیسم، در کنار سوسیالیسم ایده‌آلیست، سوسیالیسم دموکراتیک و سوسیالیسم اقتدارگرا است. آنارشیسم اجتماعی مالکیت خصوصی، به ویژه مالکیت خصوصی ابزار تولید را به‌عنوان منبع اصلی نابرابری اجتماعی رد می‌کند.
در حالی که آنارشیسم اجتماعی دولت‌گرایی مارکسیسم ارتدوکس را رد کرده است، از نقدهای مارکسیستی سرمایه‌داری به‌ویژه تئوری بیگانگی مارکس نیز بهره گرفته است. آنارشیست‌های اجتماعی نیز تمایلی به اتخاذ تمرکز مارکسیستی پرولتاریا به‌عنوان عوامل انقلابی نداشته‌اند اما در وجه مقابل پتانسیل انقلابی بخش‌های محروم جامعه را شناسایی می‌کنند.

### ضد دولت‌گرایی
آنارشیسم اجتماعی به‌عنوان یک ایدئولوژی ضد دولت‌گرایی با تمرکز قدرت در قالب یک دولت مخالف است. از نظر آنارشیست‌های اجتماعی، دولت نوعی سلسله‌مراتب اجباری است که برای اعمال مالکیت خصوصی و محدود کردن خودسازی فردی طراحی شده است. آنارشیست‌های اجتماعی هر دو شکل دولت متمرکز و حکومت محدود را رد می‌کنند، در عوض از همکاری اجتماعی به‌عنوان ابزاری برای دستیابی به نظم خودجوش حمایت می‌کنند، بدون اینکه هیچ قرارداد اجتماعی جایگزین روابط اجتماعی شود.
به جای ساختار دولتی، آنارشیست‌های اجتماعی خواهان آنارشی هستند که می‌توان آن را جامعه‌ای بدون حکومت تعریف کرد. آنارشیست‌های اجتماعی با استفاده از ساختار دولتی برای دستیابی به اهداف خود در یک جامعه بدون دولت و بدون طبقه مخالفند زیرا آن‌ها دولت‌گرایی را ذاتاً یک تأثیر فاسد می‌دانند. بنابراین آن‌ها برداشت مارکسیستی از «استبداد پرولتاریا» را که نخبه‌گرایانه می‌دانند، مورد انتقاد قرار داده‌اند و امکان «مرگ دولت» را رد کرده‌اند.
با این حال، برخی از آنارشیست‌های اجتماعی مانند نوآم چامسکی گاهی سلسله‌مراتب دولتی را بر سلسله‌مراتب اقتصادی ترجیح می‌دهند و از برنامه‌های دولت رفاه مانند مراقبت‌های بهداشتی همگانی که می‌تواند شرایط مادی مردم را بهبود بخشد حمایت می‌کنند.

### خود سازماندهی
آنارشیسم اجتماعی خودسازماندهی و پرورش فرهنگ مشارکتی را ترویج می‌کند و افراد را تشویق می‌کند تا «کارها را برای خودشان انجام دهند». آنارشیسم اجتماعی بدون اینکه عاملیت خود را تابع دموکراسی نیابتی یا پیشتازان انقلابی کند از کنش مستقیم به‌عنوان ابزاری برای مقاومت مردم در برابر ستم حمایت می‌کند. آنارشیست‌های اجتماعی مدل سازمان‌دهی حزب سیاسی را رد می‌کنند در وجه مشابه اشکال سازماندهی هموار و بدون هیچ رهبری ثابت را ترجیح می‌دهند.

## انتقاد

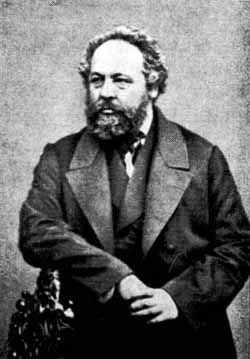
میخائیل باکونین

الگوی آنارشیستی اجتماعی برای ساختن سوسیالیسم از پایین به بالا با مخالفت مارکسیست‌ها مواجه شد که در عوض از «دیکتاتوری پرولتاریا» دفاع می‌کردند. مارکسیست‌ها آنارشیسم اجتماعی را ایدئولوژی خرده‌بورژوازی و لومپن‌پرولتاریا می‌دانستند و آن را به‌ویژه به خاطر ضددولت‌گرایی‌اش مورد انتقاد قرار می‌دادند و آن را یک انگیزه سیاسی فرقه‌ای می‌دانستند.
پساساختارگرایی، آنارشیسم اجتماعی را به دلیل تحلیل محدودش از قدرت مورد انتقاد قرار داده است. از نظر تاد می، فیلسوف سیاسی آمریکایی پساساختارگرا، قدرت تقلیل‌ناپذیر و پراکنده است و از مکان‌های مختلف ناشی می‌شود در حالی که آنارشیست‌های اجتماعی مانند میخائیل باکونین بر تمرکز قدرت در دستان طبقه حاکم یا بورژوازی متمرکز می‌شوند که به نظر آن‌ها منبع اصلی مسائل اجتماعی است.
نظریه‌پردازان انتقادی همچنین از درک آنارشیستی اجتماعی از قدرت به دلیل تمرکز بیش از حد بر دولت بدون در نظر گرفتن پویایی‌های قدرت ذاتی نژادپرستی، جنسیت‌گرایی و حتی برخی روابط بین‌فردی انتقاد کرده‌اند.